# Détroit de Luçon
Le détroit de Luçon est un détroit de la mer de Chine méridionale situé entre les îles de Taïwan au nord et de Luçon, aux Philippines, au sud. Il marque le passage de la mer de Chine méridionale à l'ouest à la mer des Philippines à l'est. Il inclut les îles Babuyan, l'île Balintang et l'archipel des Batanes.